# Roślina ochronna
Roślina ochronna – roślina uprawna stanowiąca plon główny, wcześnie zbierana, w którą wsiewa się roślinę pozostającą na polu po jej zbiorze, np. jęczmień jary + koniczyna czerwona, żyto + seradela.
Wymagane cechy dobrej rośliny ochronnej:
- małe wymagania wodne
- małe zacienienie wsiewki
- niewyleganie
- niepogarszanie warunków fitosanitarnych
- szybka wegetacja

Przykłady roślin ochronnych dla bobowatych drobnonasiennych:
- jęczmień jary
- żyto (wada wyleganie)
- zboża na zielonkę
- mieszanki zbożowo-strączkowe